# راونل (کارولینای جنوبی)
راونل(به انگلیسی: Ravenel) شهری در ایالت کارولینای جنوبی کشور ایالات متحده آمریکا است که جمعیت آن در سرشماری سال ۲۰۱۰ میلادی، ۲٬۴۶۵ نفر بوده‌است.